# ベネデット・マルチェッロ音楽院

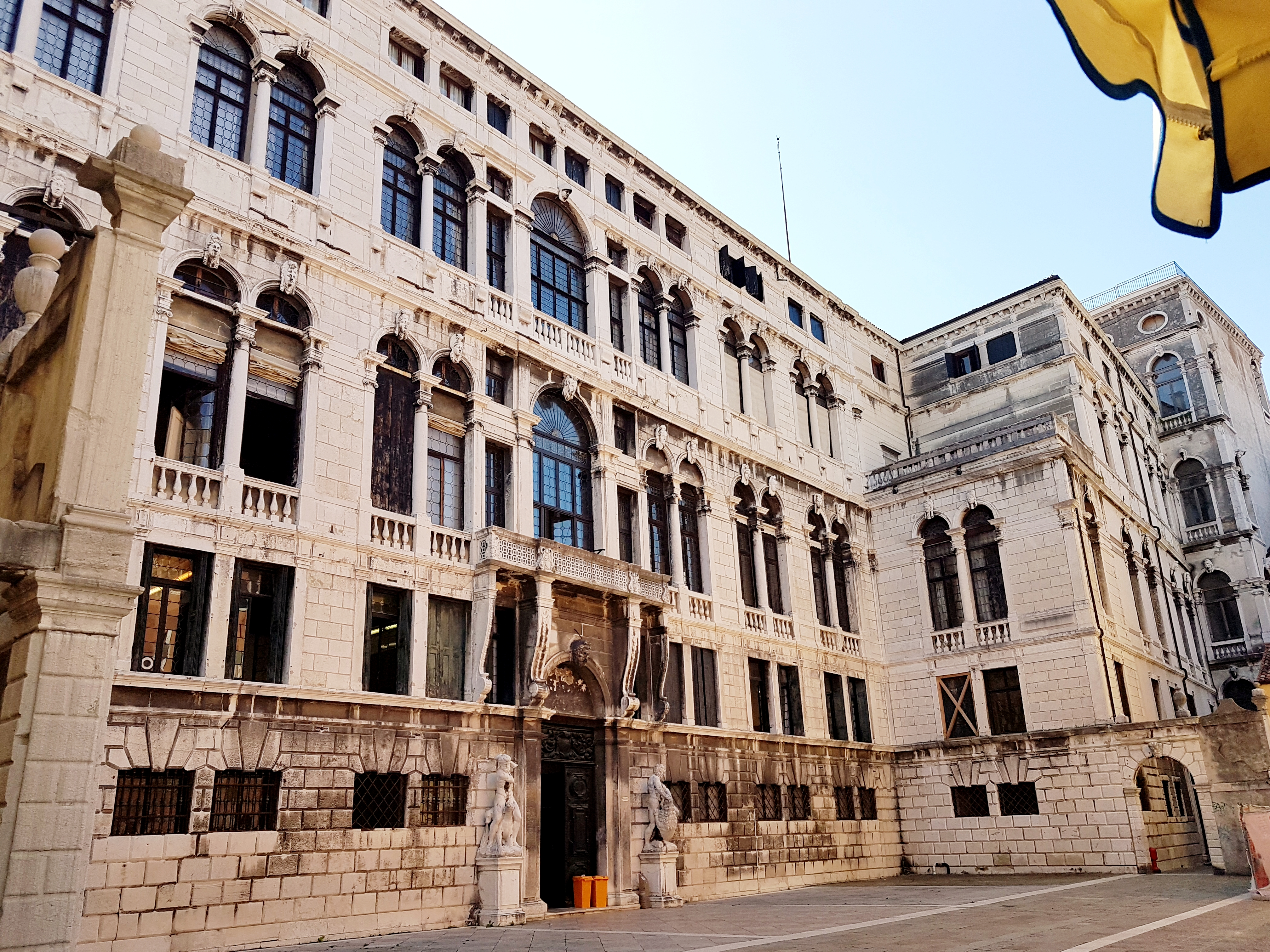
パラッツォ・ピサーニ（Palazzo Pisani）

ベネデット・マルチェッロ国立音楽院（Conservatorio statale di musica Benedetto Marcello）は、イタリア・ヴェネツィアの音楽院。1867年創立。校名は18世紀の作曲家ベネデット・マルチェッロに由来する。ヴェネツィア音楽院（Conservatorio di Venezia）とも。